# Studia z Polityki Publicznej
Studia z Polityki Publicznej – kwartalnik, jedyne czasopismo naukowe w Polsce poświęcone zagadnieniom z dziedziny nauki o polityce publicznej. Założony w 2014 r. w Kolegium Ekonomiczno-Społecznym Szkoły Głównej Handlowej w Warszawie

## Profil kwartalnika
Kwartalnik ma charakter czasopisma akademickiego. Nawiązuje do anglosaskiej tradycji znanej pod nazwą public policy. Redakcja zamieszcza teksty – w języku polskim i angielskim – poświęcone problematyce polityki publicznej w różnych jej wymiarach, w tym między innymi:
- analizie problemów publicznych (wyzwania, ryzyka),
- analizie działań publicznych (reform) w różnego typu politykach (sektorowych i horyzontalnych),
- koncepcji czy teorii polityki publicznej (w tym polityk sektorowych),
- modelom i cyklom w danej polityce (od diagnozy problemu do ewaluacji rozwiązania),
- postawom, wartościom, motywom działania aktorów polityk (np. rola zaufania wśród interesariuszy, zdolność do współpracy),
- źródłom wiedzy w wybranych politykach (policy knowledge), brokerom wiedzy (sieci eksperckie),
- procesom decyzyjnym i stylom działania w polityce publicznej (działania jednostronne vs. partnerskie, antycypacja problemów vs. reaktywność),
- czynnikom instytucjonalnym współkształtującym politykę publiczną (np. systemy partyjne, parlamentarne, administracja publiczna).

## Historia kwartalnika
Pierwszy numer czasopisma ukazał się w 2014 r. pod redakcją prof. Joachima Osińskiego. Od jesieni 2018 r. pismem kieruje prof. Andrzej Zybała (kierownik Katedry Polityki Publicznej w SGH).
W 2019 r. czasopismo otrzymało grant z Ministerstwa Nauki i Szkolnictwa Wyższego „Wsparcie dla czasopism naukowych” na rozwój pisma i dostosowanie go do międzynarodowych standardów. 

## Licencja
Wszystkie teksty wydane w Kwartalniku dostępne są na stronie www w systemie Open Access na zasadach licencji niewyłącznej Creative Commons (CC BY 4.0).

## Redakcja czasopisma
- Andrzej Zybała – redaktor naczelny (SGH)
- Andrzej Klimczuk – sekretarz (SGH)
- Anna Anetta Janowska (SGH)
- Dorota Konopka (SGH)
- Krzysztof Księżopolski (SGH)
- Paweł Kubicki (ekonomista)(inne języki) (SGH)
- Paulina Legutko-Kobus(inne języki) (SGH)
- Jan Misiuna (SGH)
- Benedykt Opałka (SGH)
- Anna Visvizi(inne języki) (SGH)

## Rada naukowa kwartalnika
- Artur Nowak-Far (SGH, Warszawa, Polska) przewodniczący
- Włodzimierz Anioł (Uniwersytet Warszawski, Warszawa, Polska)
- Piotr Błędowski (SGH, Warszawa, Polska)
- Joan DeBardeleben(inne języki) (Uniwersytet Carleton, Ottawa, Kanada)
- Lisbeth Maria Fagerström (Uniwersytet Norwegii Południowo-Wschodniej, Kongsberg, Norwegia; Uniwersytet Åbo Akademi, Vaasa, Finlandia)
- Elżbieta Firlit (SGH, Warszawa, Polska)
- Carlos Flores (Uniwersytet w Walencji, Hiszpania)
- Anna Frajlich-Zając (Uniwersytet Columbia, Nowy Jork, USA)
- Anastazja Gajda (Uniwersytet Opolski, Warszawa, Polska; SGH, Warszawa, Polska)
- Jolanta Gładys-Jakóbik (SGH, Warszawa, Polska)
- Krzysztof Jasiecki (Uniwersytet Warszawski, Warszawa, Polska; SGH, Warszawa, Polska)
- Violetta Korporowicz-Żmichowska (SGH, Warszawa, Polska)
- Krzysztof Kozłowski (SGH, Warszawa, Polska)
- Ján Lid’ák (Kolegium Uniwersyteckie w Pradze, Republika Czeska; Uniwersytet Pavla Jozefa Šafárika w Koszycach, Słowacja)
- Tatjana Muravska (Uniwersytet Łotewski, Ryga, Łotwa)
- Joanna Nowicki (Uniwersytet Cergy-Pontoise, Francja)
- Jerzy Oniszczuk (SGH, Warszawa, Polska)
- Piotr Ostaszewski (SGH, Warszawa, Polska)
- Ryszard Szarfenberg (Uniwersytet Warszawski, Warszawa, Polska)
- Jerzy Woźnicki (Politechnika Warszawska, Fundacja Rektorów Polskich(inne języki), Warszawa, Polska)